# Baron Moran
Baron Moran, of Manton in the County of Wiltshire, ist ein erblicher britischer Adelstitel in der Peerage of the United Kingdom. 

## Verleihung
Der Titel wurde am 8. März 1943 dem Mediziner Charles McMoran Wilson verliehen. Dieser war der Leibarzt des britischen Premierministers Sir Winston Churchill und hatte diesen behandelt, als er an einer lebensbedrohlichen Lungenentzündung erkrankt war. Daneben war er seit 1941 Präsident des „Royal College of Physicians“.

## Liste der Barone Moran (1943)
- Charles McMoran Wilson, 1. Baron Moran (1882–1977)
- Richard Wilson, 2. Baron Moran (1924–2014)
- James McMoran Wilson, 3. Baron Moran (* 1952)

Titelerbe (Heir apparent) ist der Sohn des jetzigen Barons, Hon. David Andrew McMoran Wilson (* 1990).